# Rmdir
rmdir（英语remove directory的缩写）是UNIX、类Unix系统（例如FreeBSD、Linux）、DOS、OS/2或Windows操作系统中一个移除空文件夹的命令。

## 使用方法
通常的用法比较简单：
```
rmdir
 
name_of_directory

```

其中name_of_directory对应的希望被删除的目录的名称。
该命令还可以有一些选项。例如在Unix系统中，-p选项可以删除某空文件夹及父文件夹（如果也为空）。例如：
```
rmdir
 
-p
 
foo/bar/baz

```

该指令会首先移除baz文件夹，然后移除bar文件夹，最后移除foo文件夹。
在UNIX系统中，rmdir只能移除空文件夹。若要递归的文件夹及其中的所有内容，请使用rm命令。